# Fuente de los Recoletos Agustinos

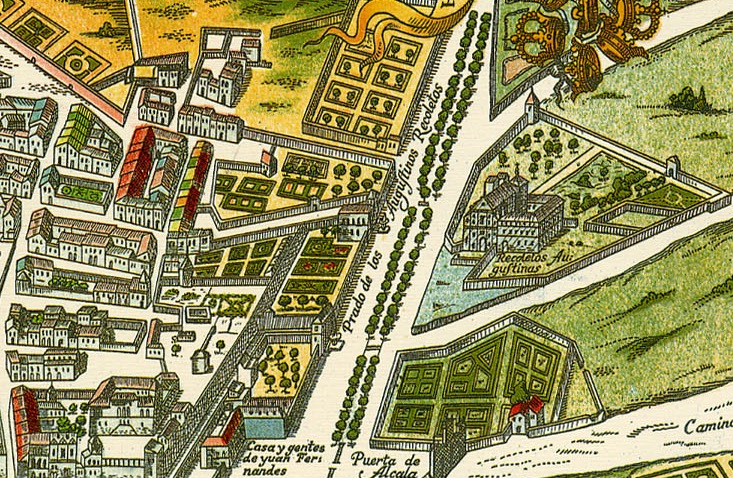
El paseo de Recoletos hacia 1625. El plano de Mancelli muestra dos fuentes en el lado oeste del paseo, pero por la fecha es improbable que refleje la diseñada por Juan de Aranda, aunque sí su proyectada ubicación.

La fuente de los Recoletos Agustinos fue una fuente del Madrid de los Austrias, situada en el entorno del actual Paseo de Recoletos.

## Historia
Desaparecida en el siglo xix, se documenta su traza en un documento redactado por Juan de Aranda Salazar el 18 de mayo de 1621 y consta como obra terminada, tasada por Gabriel López en 5.480 reales el 12 de diciembre de 1624. En algunos estudios aparece situada «junto a las tapias de la duquesa de Medina», creando cierta confusión entre el antiguo palacio que el duque de Medina de Rioseco y almirante de Castilla, Juan Gaspar Enrique de Cabrera, tuvo en este lugar, y el palacio de la Duquesa de Medina de las Torres obra del arquitecto Agustín Ortiz de Villajos levantada entre 1881 y 1884 sobre el solar en el que estuvo la primera instalación del Circo Price.
El manantial que la alimentaba puede ser el que, medio siglo antes de la construcción de 1624, ponderaba el humanista López de Hoyos con este comentario 

...tan grande abundancia de agua por descubrir, u de ella se pudieran hacer innumerables fuentes.

## Descripción
- Diseño de las trazas:

La fuente se asienta en una cepa de cal y piedra, sobre una superficie de 14 pies de largo por 9 de ancho, con un losado de piedra berroqueña de un cuarto de grosor, más un losado exterior de dos pies en torno al pilón. Dentro, sobre el arca que le sirve de cimiento, lleva un nicho de 12 pies de ancho por 16 de alto, con un caño, cornisa, friso, "puntiscipio", pedestales y bolas. Albañilería de ladrillo rojo, cal blanca coloreada con bermellón y aceite de linaza. 
- Maestros de obras:

Francisco del Valle hizo una primera puja el 3 de junio de 1621, por mil quinientos ducados, y Matín de Azpillaga una segunda el 28 de ese mes por tan solo cuatrocientos ducados, consiguiendo la asignación de la obra que sería concluida a finales de 1624.  

## La fuente decimonónica de Recoletos

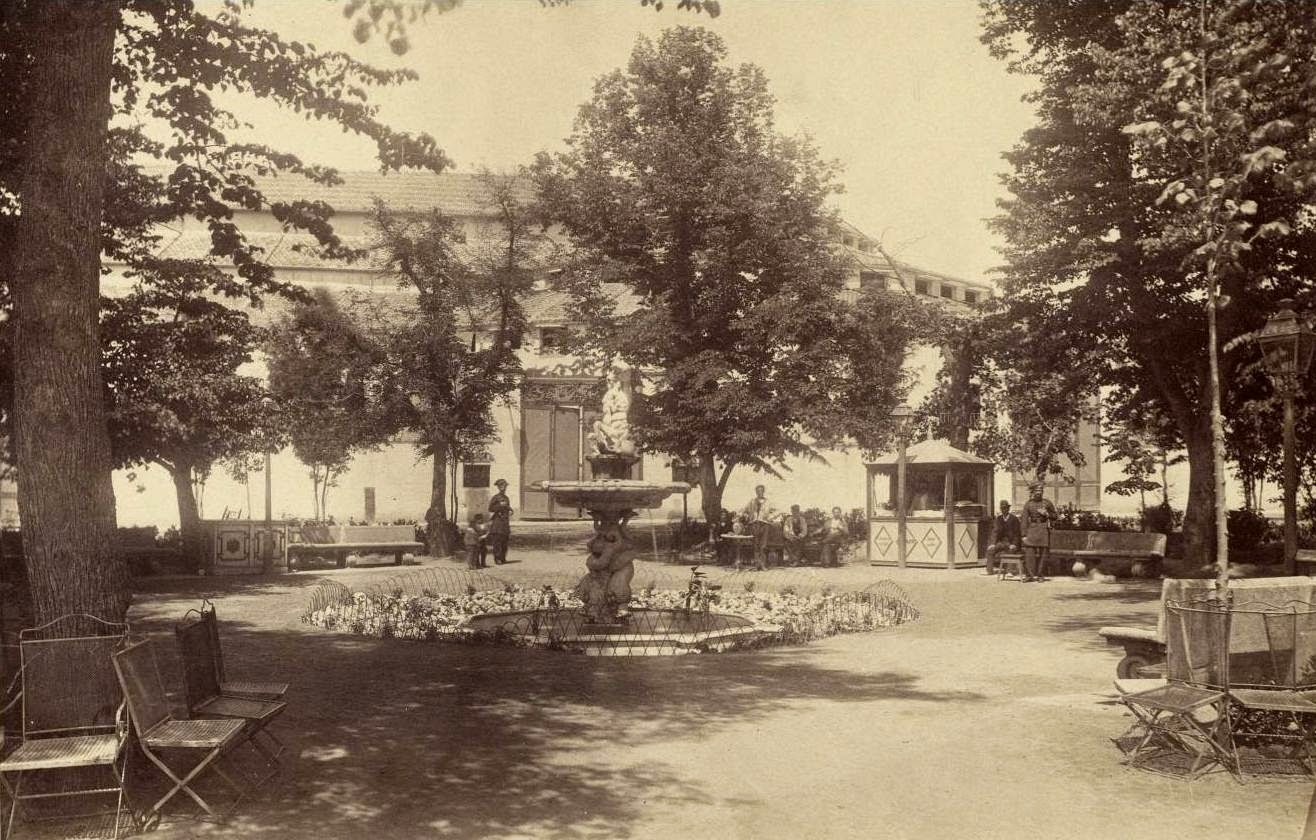
Fuente del Tritón del Paseo de Recoletos de Madrid. Fotografiada hacia 1870 por Juan Laurent. Al fondo, el Circo Hípico de Thomas Price, fundador en 1853 y primer propietario del Circo Price (en su primera instalación del barracón del paseo de Recoletos).

En 1834 se instaló otra fuente en el paseo de Recoletos, dentro del conjunto entonces conocido como Jardín de las Delicias. Esta nueva fuente, que suele confundirse en ocasiones con la primitiva de Juan de Aranda, puede ser la de traza dieciochesca que Lazcano sitúa en el jardín del Conde de Baños cuando quedó agregado al conjunto urbano del mencionado paseo.
La fuente barroca, al desmantelarse el mencionado Jardín de las Delicias e integrarse en la urbanización del paseo de Recoletos, quedó al pie del circo ecuestre que Thomas Price encargó en 1868 al arquitecto Pedro Vidal (un gran barracón de madera en torno a una pista circular).
Por su parte, Pedro de Répide, hacia 1920, menciona una fuente ya desaparecida que estuvo «delante del Príncipe Alfonso».

## La Mariblanca
Ya en la segunda mitad del siglo, en el año 1969 se trasladó a este paseo para adornar un pequeño templete de cuatro columnas de aire clasicista, al extremo de un estanque escalonado, la estatua de la Mariblanca. En 1984, la frágil y castiza diosa fue víctima de un acto vandálico, que la partió en varios trozos. Restaurada por el Instituto de Conservación y Restauración de Bienes Culturales, el Ayuntamiento de Madrid decidió colocarla en el zaguán principal de la Casa de la Villa.

## Notas

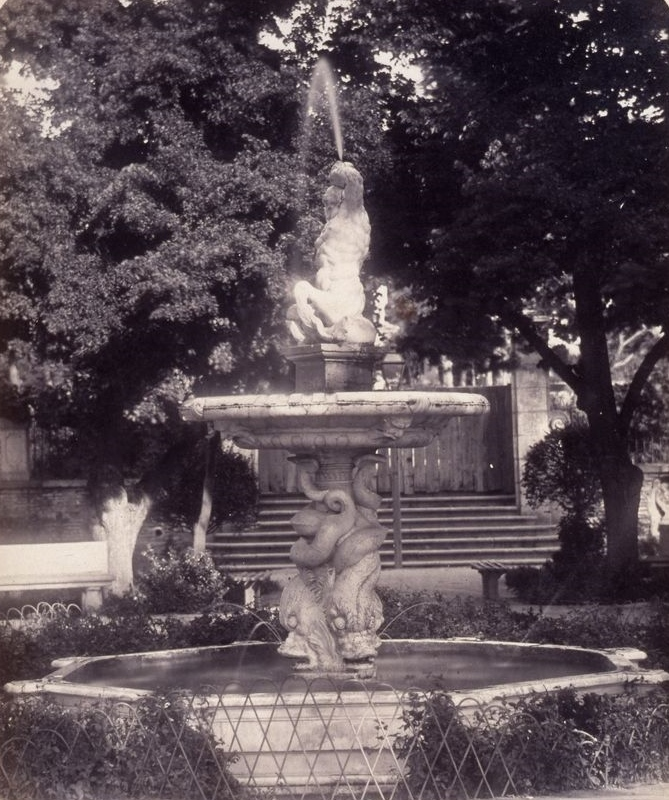
Fuente del Tritón o "de Recoletos" que estuvo en el jardín del conde de Baños en el siglo XVIII, de donde pasó al Jardín de las Delicias y luego al Paseo de Recoletos. Fotografiada en 1864 por Alfonso Begué. Museo de Historia de Madrid.